# Spoorlijn 111
Spoorlijn 111 was een Belgische spoorlijn die Thuillies met Laneffe verbond. Deze enkelsporige lijn was 14,1 km lang en werd nooit geëlektrificeerd.

## Geschiedenis
De spoorlijn werd in verschillende fases geopend. Het gedeelte van Berzée naar Laneffe op 27 november 1848, met oorspronkelijk enkel goederenverkeer. Het tracé van Thuillies naar Berzée werd geopend op 25 januari 1875. Reizigersverkeer opgeheven op 2 oktober 1960, daarna bleef er op het baanvak Berzée - Gourdinne nog goederenverkeer tot in 1982; tot Thy-le-Château nog enkele jaren langer.

## Huidige toestand
De lijn is volledig opgebroken.

## Aansluitingen
In de volgende plaatsen was er een aansluiting op de volgende spoorlijnen:
Thuillies
Spoorlijn 109 tussen Cuesmes en Chimay
Berzée
Spoorlijn 132 tussen La Sambre en Treignes